# 迈利什·佐尔坦
迈利什·佐尔坦（匈牙利語：Melis Zoltán，1947年9月11日—），匈牙利男子赛艇运动员。他曾代表匈牙利参加1968年和1972年夏季奥林匹克运动会赛艇比赛，获得一枚银牌。